# Lucien Métivet

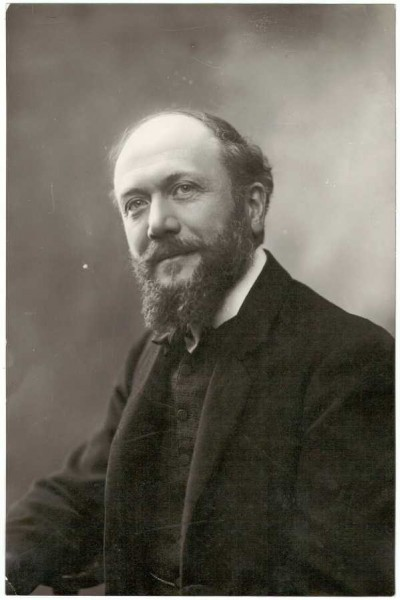
Lucien Métivet

Lucien Métivet (1863-1932) fue un pintor y caricaturista francés de la Belle Époque. También fue autor de carteles publicitarios y de ilustraciones para libros. 

## Biografía
Nacido en 1853, trabajó en varias publicaciones humorísticas, como Le Rire (la risa), el Journal amusant (el periódico divertido) y La Semaine de Suzette (la semana de Suzette). 
Fue amigo del fotógrafo Paul Nadar y del pintor Henri de Toulouse-Lautrec, que también colaboraba en Le Rire. Falleció en 1932.
En la actualidad, la mayoría de sus obras están en París, en el Museo del Louvre. 